# Педашка
Педа́шка — село, Ланнівська сільська рада, Карлівський район, Полтавська область, Україна.
Село ліквідоване 1988 року.

## Географія
Село Педашка розташоване за 2,5 км від села Львівське.

## Історія
- 1988 — село ліквідоване[1].